# 佳佐
佳佐，是臺灣屏東縣萬巒鄉的一個傳統地域名稱，位於該鄉中部略偏西南，並向東南延伸至南部邊界。相較於今日行政區，其範圍大致包括佳和村不含東北部邊界地帶及東南端、佳佐村不含東部邊界地帶、新置村西大半部不含西部北側第二個凸出部分的西端，以及新埤鄉的萬隆村東北部凸出部分的西北大半部。
本地區境內主要聚落為佳佐、田頭新、明發村，設有佳佐國小。

## 歷史
台灣日治初期，佳佐地區為一街庄，稱為「佳佐庄」（舊制街庄），隸屬於港東上里。該庄昔日北與四溝水庄、五溝水庄為鄰，東與新厝庄為鄰，南邊為糞箕湖庄，西邊為崙仔頂庄、四林庄、萬巒庄。
1901年（日治明治三十四年）11月11日，全台廢縣廳改設二十廳，該庄隸屬於阿猴廳。1904年（明治三十七年）4月15日，該庄編入「佳佐區」，隸屬於阿猴廳。1905年（明治三十八年）4月1日，阿猴廳改稱「阿緱廳」。1909年（明治四十二年）10月25日，全台合併二十廳為十二廳，佳佐區仍隸屬於阿緱廳。1920年（大正九年）10月1日，全台地方制度大改正，廢十二廳改設五州二廳，該庄改制為「佳佐」大字，隸屬於高雄州潮州郡萬巒庄（新制街庄）。
戰後萬巒庄改制為萬巒鄉，隸屬於高雄縣，大字亦改制為村。1950年（民國39年）10月1日，高、屏分治，萬巒鄉改隸屬於屏東縣。
相較於今日行政區，本地區的範圍大致包括括佳和村不含東北部邊界地帶及東南端、佳佐村不含東部邊界地帶、新置村西大半部不含西部北側第二個凸出部分的西端，以及新埤鄉的萬隆村東北部凸出部分的西北大半部。

## 聚落
該地區發展較早的聚落為佳佐、田頭新，在日治期初期的官方地圖上已有記載。此外，本地區尚有明發村。

## 交通
縣道185號又稱「沿山公路」，是大津至枋寮的南北向道路，經過本地區東南端。由該道路北行可前往萬巒鄉/瑪家鄉交界地帶、瑪家鄉/內埔鄉交界地帶、內埔鄉東北端、三地門鄉西南端、高樹鄉東南端等地；南行可前往新埤鄉、枋寮鄉，並止於省道台1線路口。
縣道185甲線是新吉至來義的道路，其東側端點（終點）位於本地區東南端的縣道185號路口。由此西行可前往潮州鎮、崁頂鄉北端、萬丹鄉東南端、新園鄉等地。
鄉道屏102線是萬巒至佳平的道路，經過本地區的北部邊界地帶。
鄉道屏103線是大林至四春的道路，經過本地區的佳佐聚落。該道路在本地區有部分路段與鄉道屏104線共線。
鄉道屏104線是萬巒至赤山的道路，經過本地區的佳佐聚落。該道路在本地區有部分路段與鄉道屏103線共線。
鄉道屏109線是佳佐至農場的道路，其北側端點（起點）位於本地區北部略偏東、佳佐聚落的鄉道屏103線、屏104線共線路口。
鄉道屏110線是古樓至來義村的道路，其西側端點（起點）位於本地區東南端的縣道185號暨縣道185甲線終點路口。該道路起點與鄉道屏113線相同，且啟始路段共線。
鄉道屏113線是古樓至餉潭的道路，其北側端點（起點）位於本地區東南端的縣道185號暨縣道185甲線終點路口。該道路起點與鄉道屏110線相同，且啟始路段共線。

## 學校
- 佳佐國小

## 公務機關
- 屏東縣政府消防局第二大隊萬巒分隊